# 阿拉拉特·米尔佐扬
阿拉拉特·米尔佐扬（1979年11月23日—），亚美尼亚政治家，现任亚美尼亚外交部长。此前，米尔佐扬于2019年1月至2021年8月担任亚美尼亚国民议会主席。
米尔佐扬是公民合约党的创始成员。